# Yellow Productions
Pour les articles homonymes, voir Yellow.
Yellow Productions est un label indépendant de musique électronique français, créé à Paris en 1993 par Bob Sinclar (alias Christophe Le Friant) et DJ Yellow (Alain Hô). 

## Artistes publiés par Yellow (liste non exhaustive)
- DJ Yellow
- Bob Sinclar alias The Mighty Bop
- Fireball
- Dimitri from Paris
- Kid Loco
- Ingrid de Lambre
- la Yellow 357
- Louise Vertigo
- Salome de Bahia
- Silent Poets
- Fabe
- Michael Calfan
- East
- Cutee B
- SomethingALaMode